# Esperde
Esperde ist eine Ortschaft der Gemeinde Emmerthal, Landkreis Hameln-Pyrmont in Niedersachsen. Der Ortsteil hat 365 Einwohner (Stand 30. Juni 2022).

## Geografie
Die Ortschaft Esperde liegt inmitten des Ilsetals. Im Norden liegt Bessinghausen, im Süden Heyen, im Südwesten Brockensen und im Westen Börry.

## Gemeindegliederung
Der Ort Esperde gehört zusammen mit den ehemaligen Gemeinden Bessinghausen, Börry, Brockensen, Frenke, Hajen und Latferde zur Ortschaft Börry.

## Geschichte
Im Jahre 1151 wurde der Ort Esperde erstmals als Everesvorde im Urkundenbuch des Hochstifts Hildesheim namentlich erwähnt. Im Lauf der Jahrhunderte wandelte sich der Ortsname unter anderem über Eversforde (1286), Esvorde (1502) und Asperde (17. Jahrhundert) zum heutigen Namen. Im Juni 2001 feierte das Dorf sein 850-jähriges Bestehen.
In Esperde steht seit dem 16. Jh. die St. Marien-Kirche. Diese Kirche ist im Jahr 1880 um zwei Seitenschiffe und einen neuen Altarraum erweitert worden. Die erste Sanierung der Kirche erfolgte im Jahr 1968 und die zweite 2006/2007. Die Glocken im Turm stammen aus den Jahren 1931 und 1943.
Auch eine Schule war im Dorf vorhanden. Erstmals erwähnt wird der Unterricht an der Schule im 17. Jahrhundert im Zusammenhang mit der Reformation. Diese Schule war bis ins Jahr 1972 im Betrieb und es wurden damals alle vier Grundschulklassen in einem Raum von einem Lehrer unterrichtet.
Heute ist in dem Gebäude der Kindergarten untergebracht. Dort werden bis zu 25 Kinder im Alter von drei bis sieben Jahren betreut. 2014 wurde der Kindergarten in Esperde geschlossen und nach Börry verlegt.
Am 1. Januar 1973 wurde Esperde in die neue Gemeinde Emmerthal eingegliedert.

## Vereine
Am 26. April 2002 wurde der Traktoren und Nutzfahrzeug Interessen Gemeinschaft Esperde und Umgebung (kurz T. U. N. I. G. E. U) gegründet. Der Verein umfasst 195 Mitglieder und beschäftigt sich mit dem Erhalt und Pflege von alten Traktoren. Des Weiteren wird jedes Jahr ein Schleppertreffen veranstaltet, wo die Mitglieder ihre Traktoren und Nutzfahrzeuge präsentieren können.